# Ibrahim Seck
Ne doit pas être confondu avec Ibrahima Seck.
Pour les articles homonymes, voir Seck.
Ibrahim Seck est un comédien et humoriste français d'origine sénégalaise né le 28 août 1938 à Thiès au Sénégal et mort le 20 août 1997 dans la même ville.

## Biographie
Il est le fils de Babacar Seck, un  commerçant, et de son épouse Marième. Il est le demi-frère cadet (ou dit frères consanguins) d'Ousmane Seck (né en 1938), directeur de cabinet puis ministre des Finances du président Abdou Diouf.
Arrivé en France à l'âge de vingt ans, il s'installe à Paris où il vit jusqu'à sa mort bien qu'il reste très proche de sa famille et de sa culture d'origine.
Au tournant des années 1960, il suit les cours de l'École de la rue Blanche (aujourd'hui ENSATT) puis entre au conservatoire d'Art dramatique de Paris et obtient une pleine page de journal au titre de « premier Noir » à intégrer l'institution.
Il travaille pour la télévision dans quelques téléfilms (Le Théâtre de la jeunesse, Huckleberry Finn, Madame êtes-vous libre ?, Un juge, un flic, etc.) puis est régulièrement engagé au cinéma. Ibrahim Seck est l'un des premiers Noirs à s'être lancé dans le cinéma dans une France encore empreinte de clichés et de représentations coloniales.  À ce titre, il a connu des difficultés importantes pour travailler en tant que comédien, mais sa pugnacité et sa détermination à n'accepter que des rôles dignes lui ont permis d'être engagé par les plus grands réalisateurs de son époque.
En 1976, il publie une pièce de théâtre intitulée Jean le Fou (éditions Les Nouvelles éditions africaines).
Ibrahim Seck est connu pour son rire sonore et sa jovialité.  Dans les années 1980, il est l'un des invités récurrents de l'émission quotidienne Les Jeux de 20 heures, animée par Maître Capello, ainsi que de Alors, raconte... ou l'Académie des neuf, animée par Jean-Pierre Foucault. Il connaît une grande popularité.
En 1981, il publie un recueil de blagues Ibrahim Seck raconte… puis crée une maison de production, Margane Productions.
À la fin des années 1980, il retourne au théâtre et joue dans des comédies de boulevard, notamment Y a-t-il un otage dans l'immeuble ? d'Alain Raynaud-Fourton, mis en scène par Maurice Risch en 1987.
Il meurt en 1997, à 59 ans, à Thiès, au Sénégal.

## Filmographie

### Cinéma
- 1968 : Le Tatoué, de Denys de La Patellière : le domestique des Mézeray
- 1969 : Une veuve en or, de Michel Audiard : M. Siegfried, un admirateur de Lausanne
- 1970 : L'Homme orchestre, de Serge Korber : le chauffeur du car
- 1971 : La Grande Maffia..., de Philippe Clair : un gangster
- 1972 : Tout va bien, de Jean-Luc Godard et Jean-Pierre Gorin
- 1973 : Je sais rien, mais je dirai tout, de Pierre Richard : le chômeur portugais
- 1974 : Nada, de Claude Chabrol
- 1974 : La Race des seigneurs, de Pierre Granier-Deferre
- 1975 : L'Incorrigible, de Philippe de Broca : le ministre africain
- 1976 : Le Grand Fanfaron (ou Les Bidasses en cavale), de Philippe Clair : le balayeur
- 1976 : L'Année sainte, de Jean Girault : un passager de l'avion
- 1977 : La Vie devant soi, de Moshé Mizrahi : N'Da Amédé
- 1978 : La Zizanie, de Claude Zidi : Ibrahim
- 1978 : Les Ringards, de Robert Pouret
- 1979 : Clair de femme, de Costa-Gavras : le taximan
- 1980 : Sacrés gendarmes, de Bernard Launois : le coopérant
- 1982 : Deux heures moins le quart avant Jésus-Christ, de Jean Yanne
- 1983 : On l'appelle catastrophe, de Richard Balducci : le président africain

### Télévision
- 1963 : L'Île mystérieuse de Pierre Badel : Nab
- 1964 : Les Verts Pâturages de Jean-Christophe Averty
- 1966 : À la belle étoile de Pierre Prévert : Phoebus
- 1967 : Huckleberry Finn de Marcel Cravenne : Indian Jim
- 1977 : Impressions d'Afrique de Jean-Christophe Averty : Seil Kor